# Eclipse (EXID)
Eclipse è il terzo mini-album del girl group sudcoreano EXID, pubblicato nel 2017.

## Tracce
1. Boy – 3:27
2. Night Rather Than Day (낮보다는 밤?) – 3:18
3. How Why – 3:51
4. Woo Yoo (우유?) – 3:24
5. Velvet – 3:12
6. Night Rather Than Day inst. – 3:18

## Classifiche
| Classifica (2017) | Posizione massima |
| ----------------- | ----------------- |
| Corea del Sud     | 5                 |